# Mohammed Amine Tayeb
Mohammed Amine Tayeb (ar. محمد الأمين طيب ;ur. 28 września 1985) – algierski judoka. Olimpijczyk z Rio de Janeiro 2016, gdzie zajął dziewiąte miejsce w wadze ciężkiej.
Uczestnik mistrzostw świata w 2013. Startował w Pucharze Świata w 2014 i 2015. Siódmy na igrzyskach śródziemnomorskich w 2018. Pięciokrotny medalista mistrzostw Afryki w latach 2012 - 2018. Brązowy medalista igrzysk panarabskich w 2011. Triumfator igrzysk wojskowych w 2015, a także na MŚ wojskowych w 2013 roku.

## Letnie Igrzyska Olimpijskie 2016
| Konkurencja | Eliminacje                 | Eliminacje          | Klas. końcowa |
| Konkurencja | Przeciwnik I               | Przeciwnik II       | Miejsce       |
| ----------- | -------------------------- | ------------------- | ------------- |
| +100 kg     | Battulgyn Temüülen (MGL) Z | Teddy Riner (FRA) P | 9.            |